# Elisabethkirche (Schneeberg)

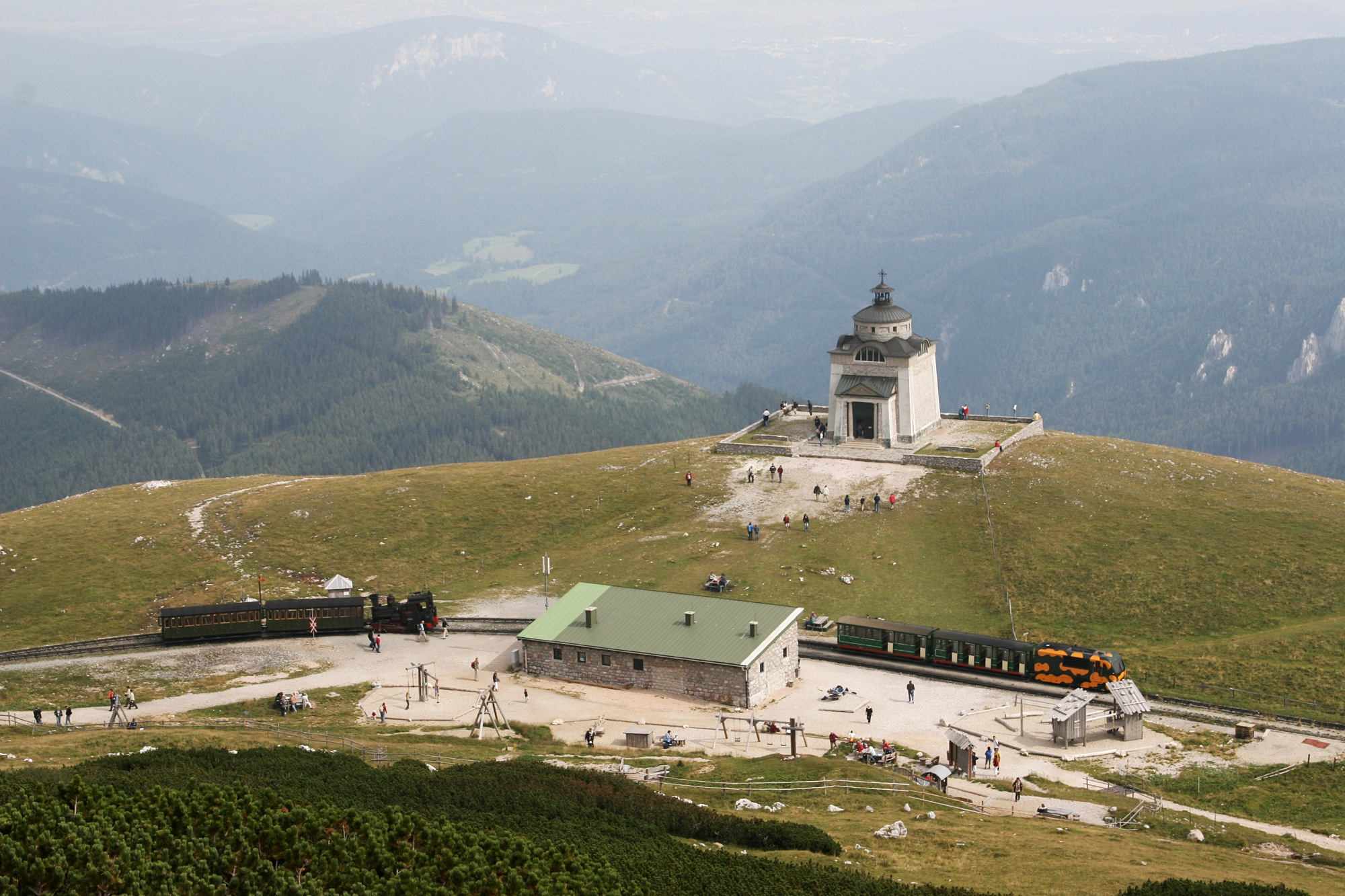
De Elisabethkirche, met op de voorgrond het bergstation van de tandradbaan

De Elisabethkirche is een kleine rooms-katholieke kerk op de Schneeberg in Neder-Oostenrijk. Het gebouw ligt op 1796 meter en is daarmee de hoogstgelegen kerk van het aartsbisdom Wenen.
De kerk werd tussen 1899 en 1901 op last van keizer Frans Jozef I in jugendstil gebouwd ter nagedachtenis aan zijn echtgenote, keizerin Elisabeth (Sisi), die in 1898 in Genève door de anarchist Luigi Lucheni was vermoord. Het ontwerp voor de kerk werd gemaakt door Rudolf Goebel. De kerk werd op 5 september 1901 gewijd. Daarna werden nog verschillende schilderingen en kunstwerken aangebracht. 
Boven de ingang staat een inscriptie, naar een gedicht van Peter Rosegger: „Sei mir gegrüßt, du schönes reines, auf einsamer Höhe erblühendes Edelweiß, erhaben trauerndes Sinnbild du der herrlichen Frau!“
De kerk maakt deel uit van de parochie Puchberg am Schneeberg.

## Galerij

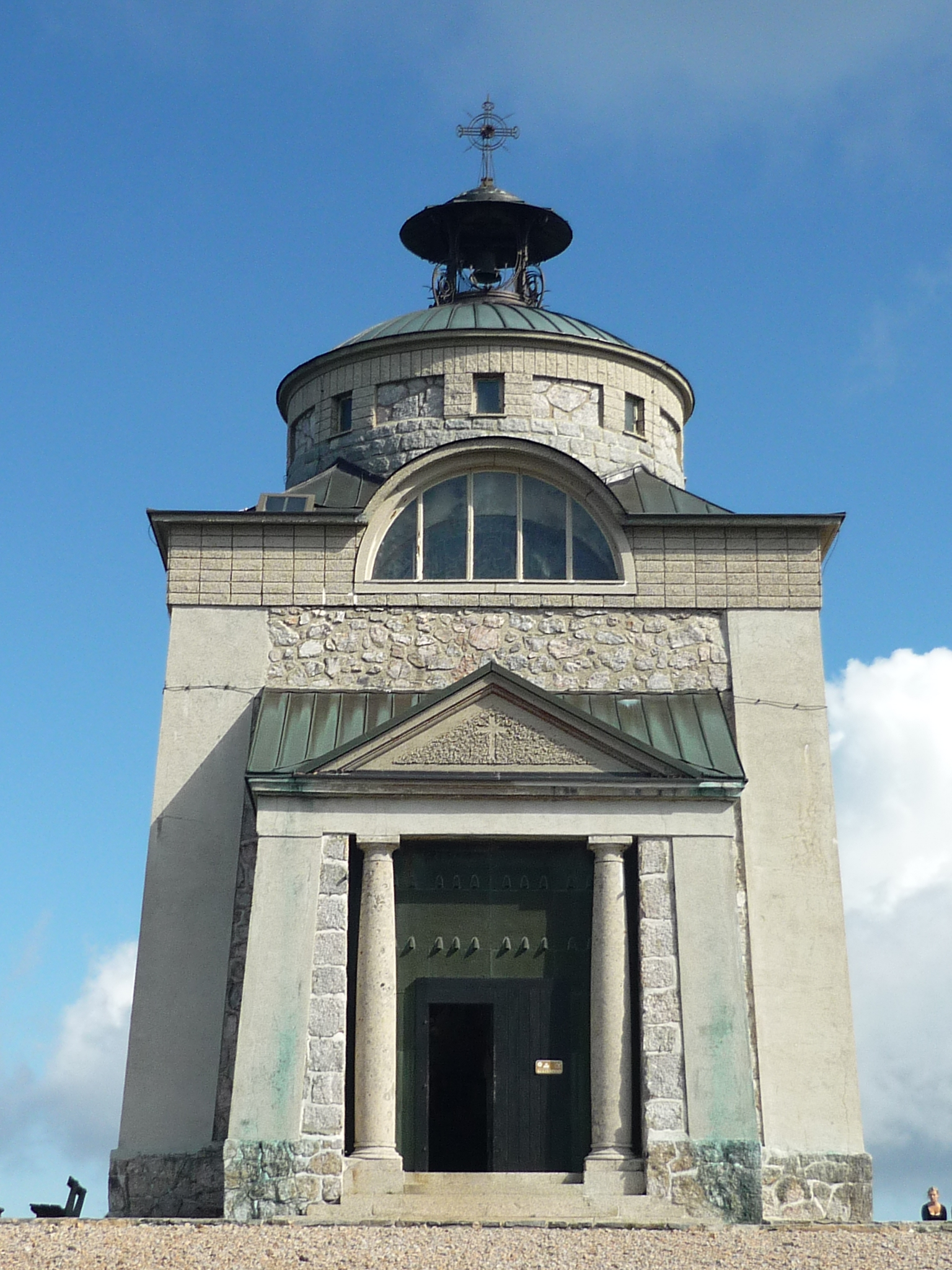
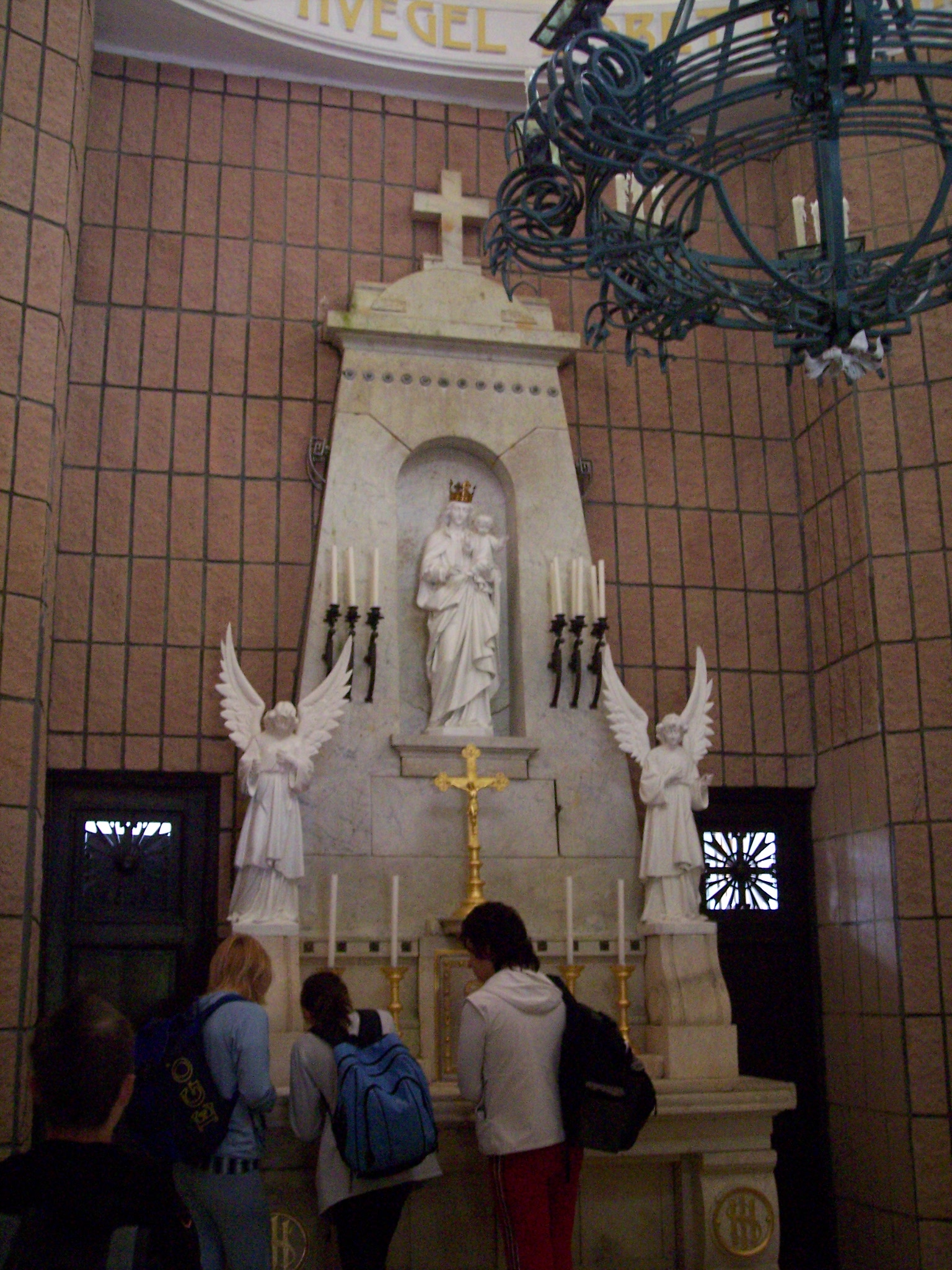
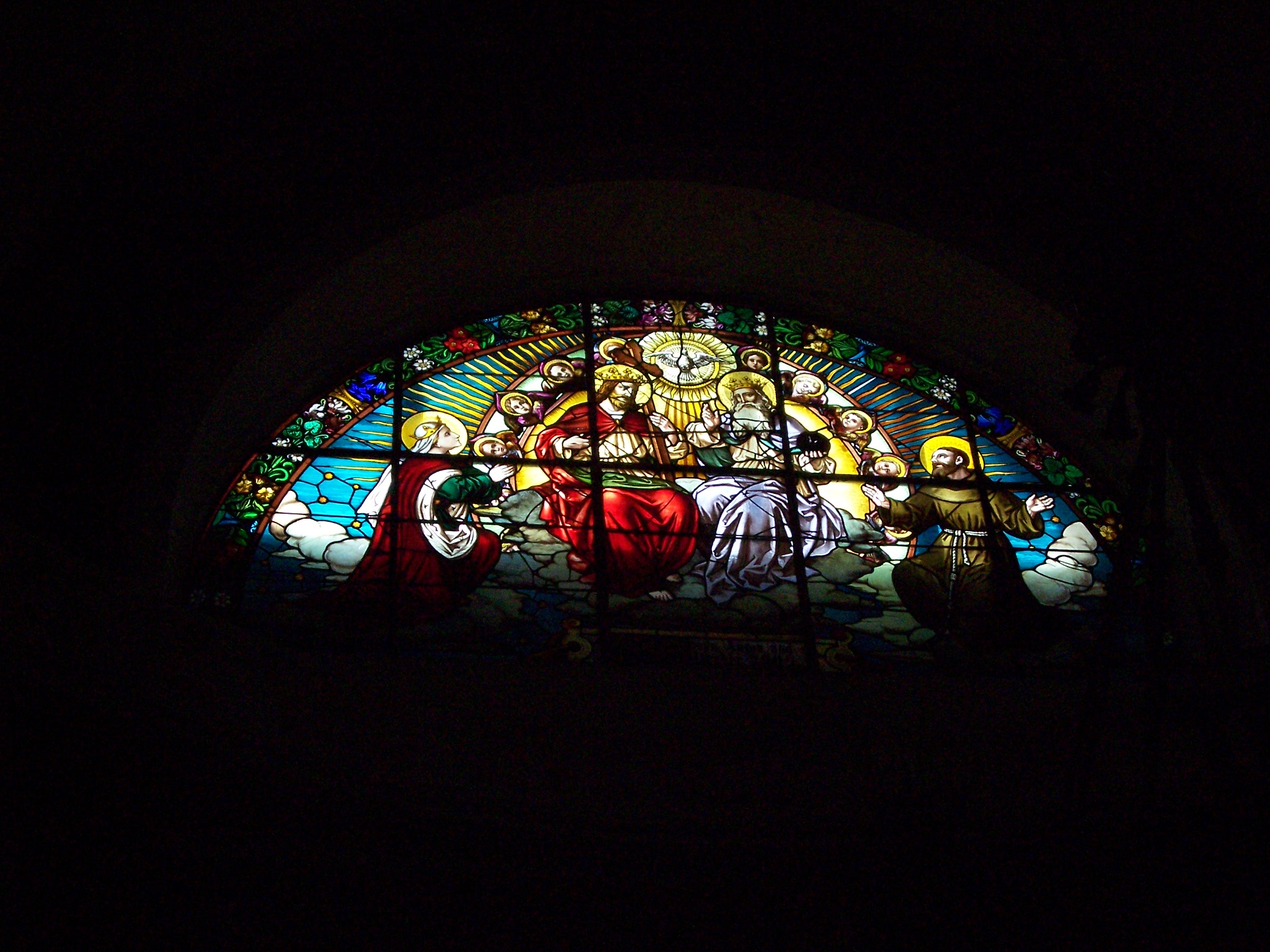
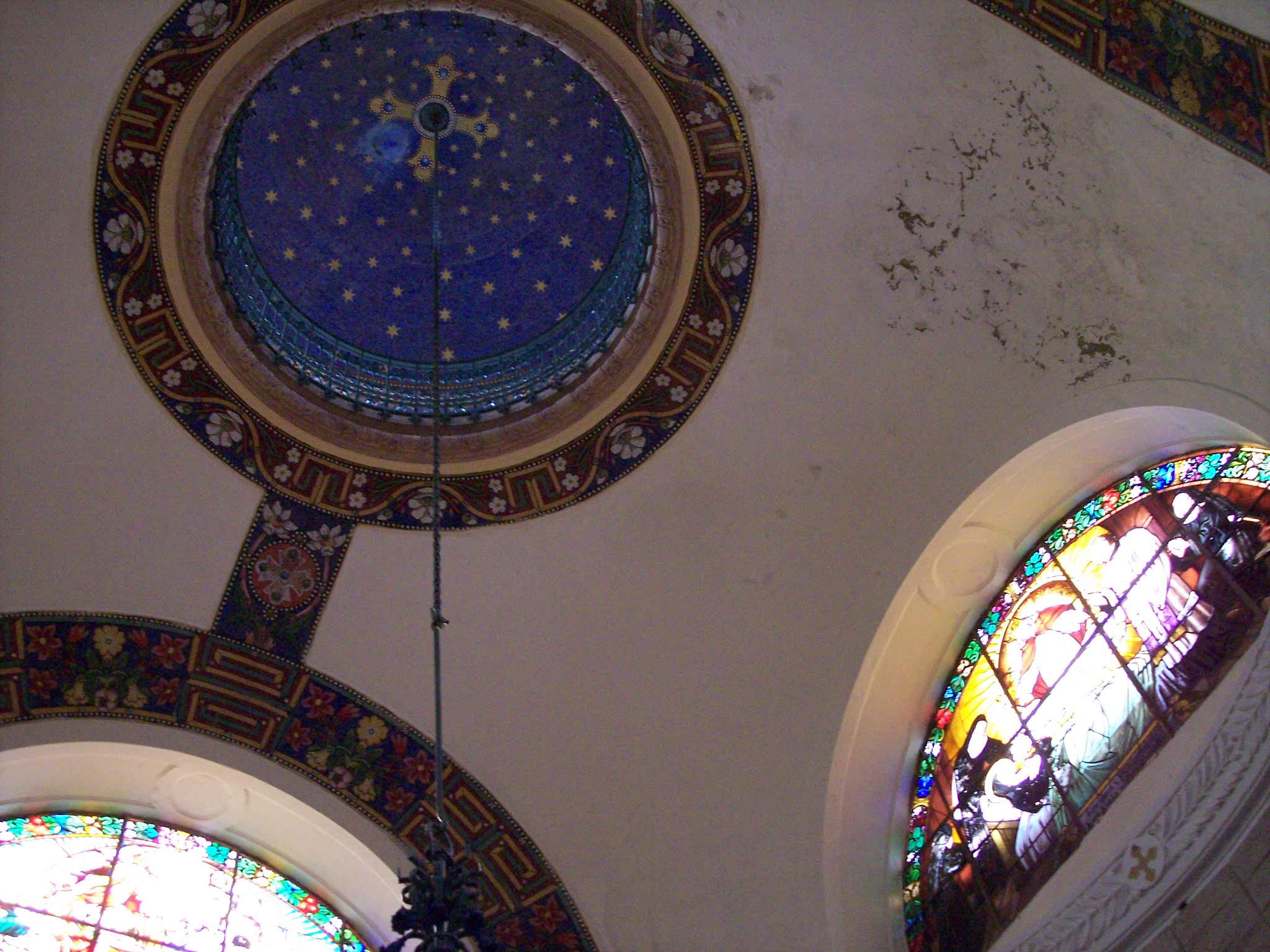
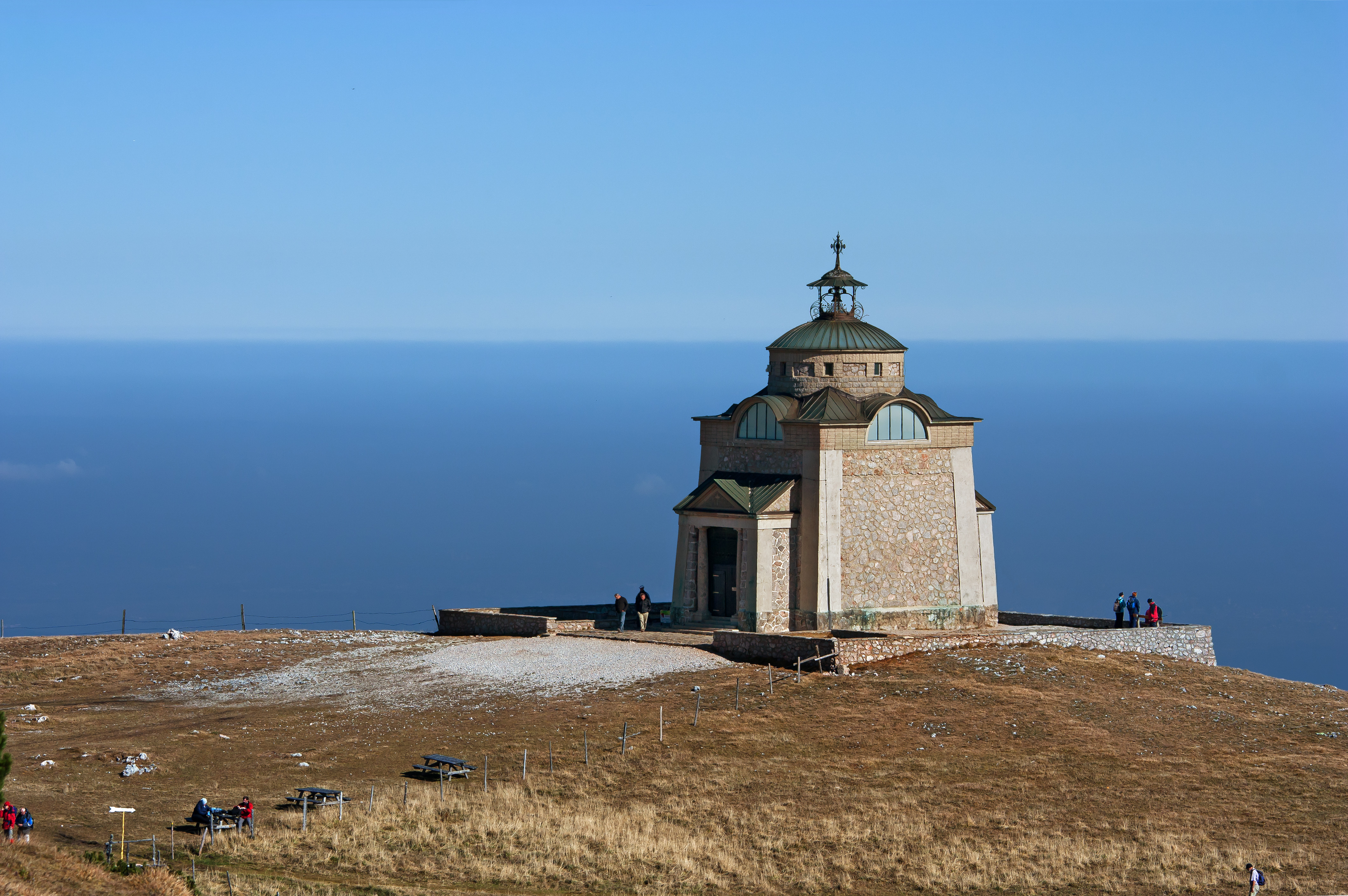